# アレクサンダー・クッシング
アレクサンダー・コクラン・クッシング（Alexander Cochrane Cushing、1913年11月28日 - 2006年8月19日）は、アメリカ合衆国の弁護士である。カリフォルニア州スコーバレーにスコーバレー・スキーリゾートを開発し、1960年の冬季オリンピックの誘致に尽力したことで知られる。

## 若年期
クッシングは1913年11月28日にニューヨークで生まれた。父ハワード・ガードナー・クッシング(Howard Gardiner Cushing, 1869–1916)は著名な芸術家だったが、クッシングが3歳の時に亡くなり、病弱な母エテル（Ethel Cushing, 1869–1916, 旧姓コクラン(Cochrane)）の手で育てられた。姉にオリビア・デュラニー・クッシング(Olivia Dulaney Cushing, 1904–1908)と芸術家のリリー・エメット・クッシング(Lily Emmet Cushing, 1909–1969)が、兄にハワード・ガードナー・クッシング・ジュニア(Howard Gardiner Cushing, Jr., 1906–1979)がいる。兄ハワードは、フレデリック・ロスロップ・エイムズ・ジュニアの娘のメアリーと結婚した。
1925年、母はウォール街の証券業者のジェームズ・デニソン・ソーヤー(James Denison Sawyer, 1875–1943)と再婚した。子供の頃、クッシングは、東70番街にあるウィリアム・アダムズ・デラノが設計した家に住んでいた。デラノはクッシングの代父だった。
クッシングの父方の曽祖父ジョン・パーキンス・クッシングは、中国を相手に商売をしていた商人だった。いとこのアレクサンダー・コクラン・フォーブズ(Alexander Cochrane Forbes)は、外交官ウォレン・デラノ・ロビンスの娘のイレーネ・ヘレン・ロビンス(Irene Helen Robbins)と結婚した。
父が早くに亡くなり母が病弱だったため、クッシングは若年期の大半を寄宿学校のグロットン・スクールで過ごした。1936年にハーバード大学ハーバード・カレッジを、3年後の1939年にハーバード・ロー・スクールを卒業した。

## キャリア
ロー・スクール卒業後、グロットン・スクールの同級生のスチュワート・アルソップの推薦で国務省に3年間務め、その後、司法省に短期間勤めた。司法省を辞めた後は、ニューヨークのデービス・ポーク法律事務所に入った。
真珠湾攻撃による対日開戦を受け、クッシングはアメリカ海軍に入隊し、クオンセット・ポイント基地で副操縦士としての訓練を受けた。第二次大戦中は、南米と太平洋で海軍航空輸送サービスに5年間従事し、終戦までに少佐まで昇進した。終戦の9か月後に退役し、デービス・ポーク法律事務所に戻った。

### スコーバレー
ある年の冬、クッシングはシエラネバダ山脈にスキーに出かけ、その途中でタホ湖の北岸から7マイルの距離にあるスコーバレーを訪れた。クッシングは、この地がスキーリゾートとして良い立地であると感じ、元スキーチャンピオンで、1940年代にユニオン・パシフィック鉄道から一帯の土地640エーカー (2.6 km2)を購入していたウェイン・ポールセンにスキーリゾート開発のパートナーシップを持ちかけた。クッシングは、自費で14.5万ドルを拠出したほか、ローレンス・ロックフェラーから27.5万ドルの出資を受け、1949年にスコーバレー・スキーリゾート（現在のパリセーズ・タホ）の事業を立ち上げた。
1954年から、クッシングは国際オリンピック委員会(IOC)に対し、1960年に開かれる第8回冬季オリンピックをスコーバレーに誘致するためのロビー活動を開始した。スコーバレーのほかに西ドイツのガルミッシュ＝パルテンキルヒェン、オーストリアのインスブルック、スイスのサンモリッツといった有名なスキーリゾートも立候補したが、スコ―バレーは全くの無名であり、当時簡易なスキー場くらいしかなかった。しかし、1955年にパリで開かれたIOC総会では、スコーバレーが開催地に選ばれた。組織委員会にはクッシングも参加し、350ドル（当時）の巨費を投じてアイスアリーナとスケートリンクが作られた。オリンピック誘致の功労者として、クッシングは1959年の『タイム』誌の表紙を飾った。

## 私生活
クッシングは生涯に3度結婚している。
最初の結婚は1938年で、相手はロバート・ベイヤード・"フルトン"・カッティング(Robert Bayard "Fulton" Cutting, 1886-1967)の娘のジャスティン・ベイヤード・カッティング(Justine Bayard Cutting, 1918-2003)だった。ジャスティンの祖父ロバート・カッティング(Robert Cutting, 1852-1934)は、クーパー・ユニオンの学長やメトロポリタン・オペラ協会の会長などを務めた。ロバート・カッティングの母は、詩人のイリース・ジャスティン・ベイヤードである。ジャスティンとの間に以下の3人の娘をもうけたが、1965年に離婚した。
- ジャスミン・ベイヤード・クッシング(Justine Bayard Cushing) - 装飾家[29][30][31]
- リリー・クッシング(Lily Cushing) - リフト・エンジニアリング（英語版）を創業したポーランド人移民で、元スキー選手のJanek Kunczynskiと結婚した[32]。
- アレクサンドラ・オリビア・コクラン・クッシング(Alexandra Olivia Cochrane Cushing) - コビントン・アンド・バーリング法律事務所の弁護士のフィリップ・キング・ハワードと結婚した。ハワードは、アメリカ独立宣言の署名者ジョサイア・バートレットの末裔である[33]。

1970年にウィリアム・ウッドワード・シニアの娘でウィリアム・ウッドウォード・ジュニアの姉のエリザベス・オグデン・プラット(Elizabeth Ogden Pratt, 1907–1985)と結婚した。エリザベスはそれまでに2度結婚し、1度の離婚と1度の死別を経験していた。エリザベスとは1985年に死別した。
1985年、スコーバレーの開発用地に関する法律相談を行っていたときに、3人目の妻となるナンシー・R・ウェント(Nancy R. Wendt)と出会った。ナンシーとは1987年に結婚した。ナンシーは、ハーバード・ロー・スクールに3年間在籍した後、1975年にサウスカロライナ大学で法学博士号を取得した。
クッシングは2006年8月19日にロードアイランド州ニューポートの別荘で死去した。

### 栄誉
1999年、全米スキー殿堂に殿堂入りした。